# Soyuz TMA-17
La Soyuz TMA-17 fue un vuelo espacial a la Estación Espacial Internacional como parte del programa Soyuz, realizado el 20 de diciembre de 2009. Estuvo integrado por tres miembros de tripulación de la Expedición 22/23. La Soyuz TMA-17 fue el 104.º vuelo tripulado de una nave espacial Soyuz, desde el Soyuz 1 en 1967. Por primera vez desde 1969, hubo tres naves Soyuz simultáneamente en el espacio.

## Tripulación
| Puesto               | Miembro                                              | Miembro                                              |
| -------------------- | ---------------------------------------------------- | ---------------------------------------------------- |
| Comandante           | Oleg Kotov, Roscosmos Expedición 22/23 segundo vuelo | Oleg Kotov, Roscosmos Expedición 22/23 segundo vuelo |
| Ingeniero de vuelo 1 | Timothy Creamer, NASA Expedición 22/23 primer vuelo  | Timothy Creamer, NASA Expedición 22/23 primer vuelo  |
| Ingeniero de vuelo 2 | Soichi Noguchi, JAXA Expedición 22/23 segundo vuelo  | Soichi Noguchi, JAXA Expedición 22/23 segundo vuelo  |

La nave regreso el 2 de junio de 2010, con sus 3 tripulantes a bordo.

### Tripulación de reserva
| Comandante           | Anton Shkaplerov, Roscosmos |
| Ingeniero de vuelo 1 | Douglas H. Wheelock, NASA   |
| Ingeniero de vuelo 2 | Satoshi Furukawa, JAXA      |